# 구스타프 프리돌린

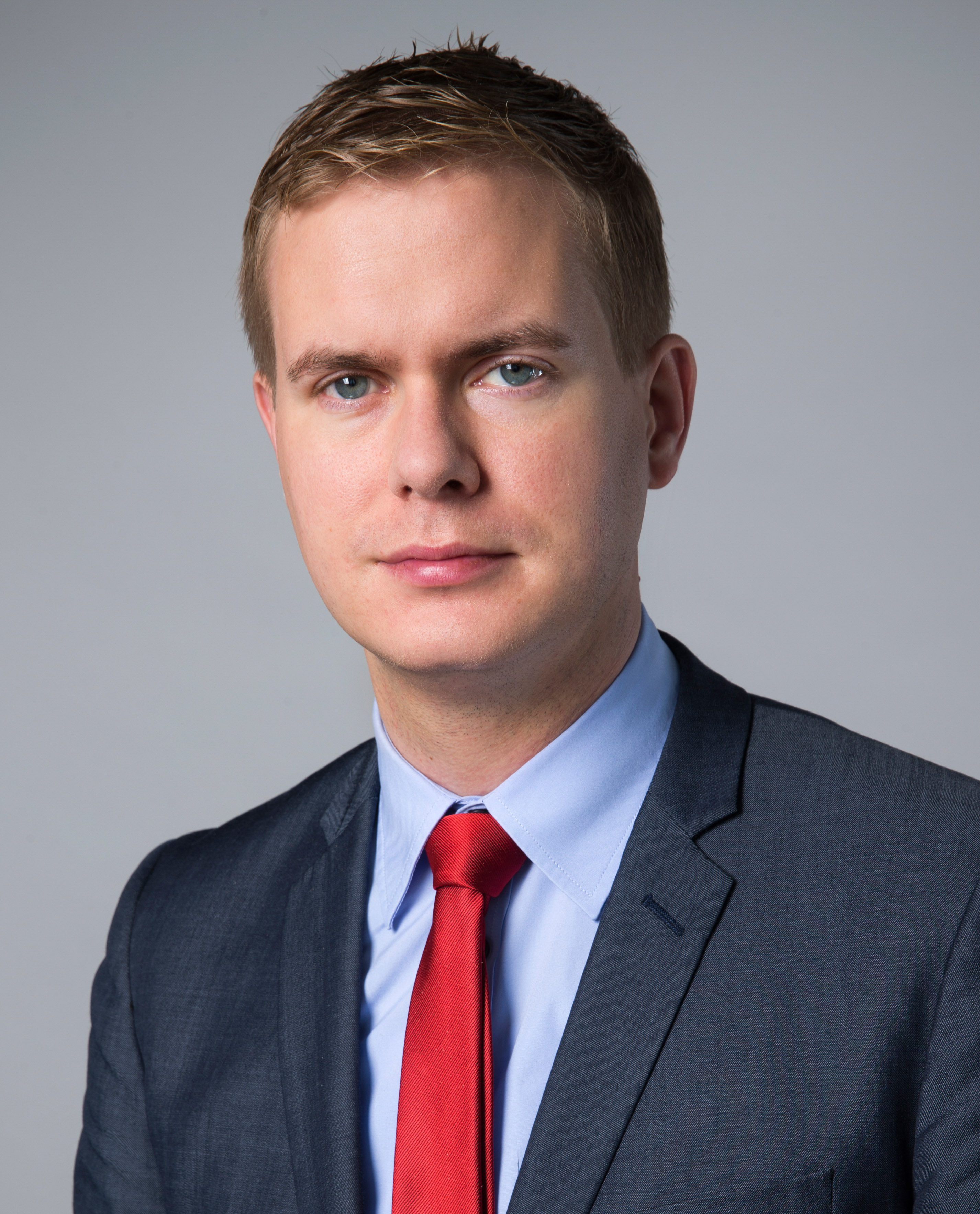

구스타프 프리돌린(Gustav Fridolin, 1983년 5월 10일 ~ )은 스웨덴의 정치인으로, 현 교육부 장관이다. 기자, 작가, 교사로 일한 경력도 있으며, 2011년부터 녹색당 공동 대변인을 맡고 있다.

## 저서
- Från Vittsjö till världen (비트스조에서 세상으로), 2006년
- Blåsta, 2009년
- Maskiner och människor (기계와 인간), 2011년